# Johann Friedrich Adam
Johann Friedrich Adam, senare kallad Michael Friedrich Adams, född 1780 i Moskva, död den 1 mars 1838, var en rysk botaniker.
Adam studerade medicin från 1795 till 1796 i Sankt Petersburg.
Han har givit namn åt Adamsmammuten.
Auktorsnamnet Adams kan användas för Johann Friedrich Adam i samband med ett vetenskapligt namn inom botaniken; se Wikipediaartiklar som länkar till auktorsnamnet.